# CMSimple
CMSimple er et lille, enkelt og nemt Content Management System (CMS) beregnet til hjemmesider for foreninger, mindre virksomheder og private.
Det bemærkelsesværdigt simple ved CMSimple er, at det - i modsætning til CMS'er i almindelighed - fungerer uden database. Indholdet gemmes direkte i en html-fil på webserveren, hvilket giver en meget simpel installation og backupprocedure. Dette er samtidig med til at holde omkostningerne for webhotel nede, eftersom der netop ikke kræves adgang til en database. Af samme grund er systemet ikke egnet til store, omfangsrige websteder.
Systemet er oprindelig kommercielt udviklet under licensen 'GNU Affero General Public License (AGPL)' af danskeren Peter Andreas Harteg. Dermed kunne det frit benyttes hvis man bevarede et link til cmsimple.dk. Ved køb af en licens kunne dette link fjernes. Man kunne også købe en licens som gav lov til at ændre i programmet uden forpligtelse til at offentliggøre ændringerne. Systemet er baseret på programmeringssproget PHP og kan afvikles på webservere der understøtter dette.
Den simple opbygning har gjort det meget populært både i Danmark og i udlandet - ikke mindst i Tyskland. I 2009 udkom første version af en tysk gren af systemet, CMSimple XH, og i 2010 frigav Harteg sin egen kode under open source-licensen GNU General Public License (GPL). I 2012 stoppede han udviklingen, og rettighederne til system og domæne blev solgt til tyskeren Gert Ebersbach, som videreudvikler systemet på baggrund af CMSimple_XH-koden. Endnu en gren, en 'light'-version, CMSimple Classic & LXH baseret på CMSimple_XH, har også set dagens lys og CMSimpleRealBlog er en tysk pakke specielt beregnet til weblog.
CMSimple blev først udviklet som et enkeltbruger og enkeltsprogssystem. I dag understøttes flere brugere med eller uden administratorrettigheder. Flere samtidige sprog understøttes også, hvilket vil sige at et websted kan konfigureres til at lade den besøgende vælge mellem flere sprog.
Der er skrevet masser af udvidelser (plugins) til systemet, eksempelvis kan det udvides med et kommentarmodul, videointegration, en kalender eller et galleri for blot at nævne nogle få muligheder.
Der findes endvidere et hav af layouts (templates). Som med andre CMS'er er system (PHP og html), indhold (tekst, billeder og lyd/video) og udseende (css og eventuel grafik) helt adskilte dele. Det er således meget enkelt at installere et layout, så på få minutter kan samme webside bringes til at fremtræde markant anderledes.